# Temporada 1985-86 de los Chicago Bulls
La temporada 1985-86 fue la vigésima de los Chicago Bulls en la NBA. La temporada regular acabaron con 30 victorias y 52 derrotas, ocupando la octava posición de la Conferencia Este, clasificándose para los playoffs, en los que cayeron en primera ronda ante Boston Celtics.

## Elecciones en elDraft
| Ronda | Puesto | Jugador        | Posición  | Nacionalidad   | Universidad       |
| ----- | ------ | -------------- | --------- | -------------- | ----------------- |
| 1     | 11     | Keith Lee      | Pívot     | Estados Unidos | Memphis           |
| 2     | 28     | Ken Johnson    | Alero     | Estados Unidos | Michigan State    |
| 2     | 34     | Aubrey Sherrod | Escolta   | Estados Unidos | Wichita State     |
| 2     | 46     | Adrian Branch  | Alero     | Estados Unidos | Maryland          |
| 3     | 69     | Mile Brown     | Ala-Pívot | Estados Unidos | George Washington |

## Temporada regular
| División Central    | División Central | División Central | División Central | División Central | División Central | División Central | División Central | División Central |
| Equipo              | G                | P                | %                | PD               | Casa             | Fuera            | Div              |                  |
| ------------------- | ---------------- | ---------------- | ---------------- | ---------------- | ---------------- | ---------------- | ---------------- | ---------------- |
| y-Milwaukee Bucks   | 57               | 25               | .695             | –                | 33–8             | 24–17            | 21–9             |                  |
| x-Atlanta Hawks     | 50               | 32               | .610             | 7                | 34–7             | 16–25            | 21–9             |                  |
| x-Detroit Pistons   | 46               | 36               | .561             | 11               | 31–10            | 15–26            | 18–12            |                  |
| x-Chicago Bulls     | 30               | 52               | .366             | 27               | 22–19            | 8–33             | 10–20            |                  |
| Cleveland Cavaliers | 29               | 53               | .354             | 28               | 16–25            | 13–28            | 10–19            |                  |
| Indiana Pacers      | 26               | 56               | .317             | 31               | 19–22            | 7–34             | 9–20             |                  |

## Playoffs

### Primera ronda
Boston Celtics vs. Chicago Bulls 
| Fecha       | Partido                               | Ciudad  |
| ----------- | ------------------------------------- | ------- |
| 17 de abril | Boston Celtics 123, Chicago Bulls 104 | Boston  |
| 20 de abril | Boston Celtics 135, Chicago Bulls 131 | Boston  |
| 22 de abril | Chicago Bulls 104, Boston Celtics 122 | Chicago |
|             | Boston Celtics gana las series 3-0    |         |

## Estadísticas
| Rk | Jugador           | Edad | P  | PT | MP   | TC  | TCI  | %TC  | T3  | T3I | %T3  | TL  | TLI | %TL   | RO  | RD  | RT  | AS  | RB  | TAP | BP  | FP  | PTS  |
| -- | ----------------- | ---- | -- | -- | ---- | --- | ---- | ---- | --- | --- | ---- | --- | --- | ----- | --- | --- | --- | --- | --- | --- | --- | --- | ---- |
| 1  | Orlando Woolridge | 26   | 70 | 59 | 32.1 | 7.7 | 15.6 | .495 | 0.1 | 0.3 | .174 | 5.2 | 6.6 | .788  | 2.1 | 2.9 | 5.0 | 3.0 | 0.7 | 0.7 | 2.5 | 2.7 | 20.7 |
| 2  | Kyle Macy         | 28   | 82 | 79 | 29.6 | 3.5 | 7.2  | .483 | 0.7 | 1.7 | .411 | 0.9 | 1.1 | .811  | 0.5 | 1.7 | 2.2 | 5.4 | 1.0 | 0.1 | 1.4 | 2.5 | 8.6  |
| 3  | Sidney Green      | 25   | 80 | 68 | 28.8 | 5.1 | 10.9 | .465 | 0.0 | 0.1 | .000 | 3.3 | 4.2 | .782  | 2.6 | 5.6 | 8.2 | 1.7 | 0.9 | 0.5 | 2.8 | 3.7 | 13.5 |
| 4  | Gene Banks        | 26   | 82 | 33 | 26.1 | 4.3 | 8.4  | .517 | 0.0 | 0.2 | .000 | 2.2 | 3.1 | .718  | 2.2 | 2.2 | 4.4 | 3.1 | 1.0 | 0.1 | 1.7 | 2.6 | 10.9 |
| 5  | Dave Corzine      | 29   | 67 | 4  | 25.5 | 3.8 | 7.7  | .491 | 0.0 | 0.2 | .250 | 1.9 | 2.6 | .743  | 2.0 | 4.5 | 6.5 | 2.2 | 0.4 | 0.8 | 1.6 | 2.0 | 9.6  |
| 6  | George Gervin     | 33   | 82 | 75 | 25.2 | 6.3 | 13.4 | .472 | 0.0 | 0.2 | .211 | 3.5 | 3.9 | .879  | 1.0 | 1.7 | 2.6 | 1.8 | 0.6 | 0.3 | 2.0 | 2.6 | 16.2 |
| 7  | Michael Jordan    | 22   | 18 | 7  | 25.1 | 8.3 | 18.2 | .457 | 0.2 | 1.0 | .167 | 5.8 | 6.9 | .840  | 1.3 | 2.3 | 3.6 | 2.9 | 2.1 | 1.2 | 2.5 | 2.6 | 22.7 |
| 8  | Jawann Oldham     | 28   | 52 | 47 | 24.5 | 3.2 | 6.2  | .517 | 0.0 | 0.0 | .000 | 1.0 | 1.8 | .582  | 2.2 | 3.7 | 5.9 | 0.7 | 0.5 | 2.6 | 1.7 | 4.0 | 7.4  |
| 9  | Charles Oakley    | 22   | 77 | 30 | 23.0 | 3.6 | 7.0  | .519 | 0.0 | 0.0 | .000 | 2.3 | 3.5 | .662  | 3.3 | 5.3 | 8.6 | 1.7 | 0.9 | 0.4 | 2.3 | 3.2 | 9.6  |
| 10 | John Paxson       | 25   | 75 | 3  | 20.9 | 2.0 | 4.4  | .466 | 0.2 | 0.7 | .300 | 1.0 | 1.2 | .804  | 0.2 | 1.0 | 1.3 | 3.7 | 0.7 | 0.0 | 0.8 | 2.3 | 5.3  |
| 11 | Quintin Dailey    | 25   | 35 | 0  | 20.7 | 5.8 | 13.4 | .432 | 0.0 | 0.2 | .000 | 4.7 | 5.7 | .823  | 0.6 | 1.4 | 1.9 | 1.9 | 0.6 | 0.1 | 1.9 | 2.5 | 16.3 |
| 12 | Michael Holton    | 24   | 24 | 0  | 18.6 | 3.0 | 6.5  | .471 | 0.0 | 0.4 | .100 | 1.0 | 1.6 | .632  | 0.4 | 0.8 | 1.3 | 2.0 | 1.0 | 0.0 | 1.0 | 1.7 | 7.1  |
| 13 | Higgins rose      | 26   | 5  | 0  | 16.2 | 1.8 | 4.6  | .391 | 0.0 | 0.2 | .000 | 1.0 | 1.2 | .833  | 0.6 | 0.8 | 1.4 | 1.0 | 0.8 | 0.6 | 0.4 | 2.2 | 4.6  |
| 14 | Tony Brown        | 25   | 10 | 0  | 13.2 | 1.8 | 4.1  | .439 | 0.0 | 0.2 | .000 | 0.9 | 1.3 | .692  | 0.5 | 1.1 | 1.6 | 1.4 | 0.5 | 0.1 | 0.4 | 1.6 | 4.5  |
| 15 | Mike Smrek        | 23   | 38 | 5  | 10.7 | 1.2 | 3.2  | .377 | 0.0 | 0.1 | .000 | 0.4 | 0.8 | .552  | 1.2 | 1.7 | 2.9 | 0.5 | 0.2 | 0.6 | 0.8 | 2.5 | 2.8  |
| 16 | Billy McKinney    | 30   | 9  | 0  | 9.2  | 1.1 | 2.6  | .435 | 0.0 | 0.0 |      | 0.2 | 0.2 | 1.000 | 0.1 | 0.4 | 0.6 | 1.4 | 0.3 | 0.0 | 0.2 | 1.0 | 2.4  |
| 17 | Ron Brewer        | 30   | 4  | 0  | 4.5  | 0.8 | 2.3  | .333 | 0.0 | 0.0 |      | 0.3 | 0.3 | 1.000 | 0.0 | 0.0 | 0.0 | 0.0 | 0.0 | 0.0 | 0.5 | 0.3 | 1.8  |

## Galardones y récords
| Jugador        | Galardón                            |
| Charles Oakley | Mejor quinteto de rookies de la NBA |
| Michael Jordan | All-Star                            |